# Phun
Phun — компьютерная игра-симулятор физики. Представляет собой графический анимационный редактор, основанный на технологии XML, который позволяет создавать объекты «на лету», которые сразу начинают подчиняться законам физики. 3 апреля 2009 года появилась версия 5.28.
Игра была разработана шведским студентом Эмилем Эрнерфельдтом (Emil Ernerfeldt) в рамках его работы на получение титула магистра наук при факультете информатики университета Умео (швед. Umeå universitet). Позже права на разработку и распространение игры перешли фирме Algoryx Simulation, основанной сотрудниками факультета. После этого название было изменено на Algodoo, затем игра была портирована на iPad, а поддержка Linux была прекращена.
19 августа 2008 года Крейг Барретт, глава корпорации Intel, представил Phun на конференции Intel Developer Forum 2008 в Сан-Франциско.